# هومبيرتو ماورو غوتييريز
هومبيرتو ماورو غوتييريز (بالإسبانية: Humberto Mauro Gutiérrez)‏ مواليد 8 نوفمبر 1988 في ولاية سينالوا، المكسيك، هو ملاكم محترف مكسيكي يصنف ضمن فئة الوزن الخفيف.

## إحصائيات
خاض خلال مسيرته 31 نزالا، فاز في 28 وتعادل في 1 وخسر في 2. فاز بالضربة القاضية في 20 نزالا.

## روابط خارجية
- هومبيرتو ماورو غوتييريز على موقع بوكس ريك (الإنجليزية) (registration required)